# Casaccia

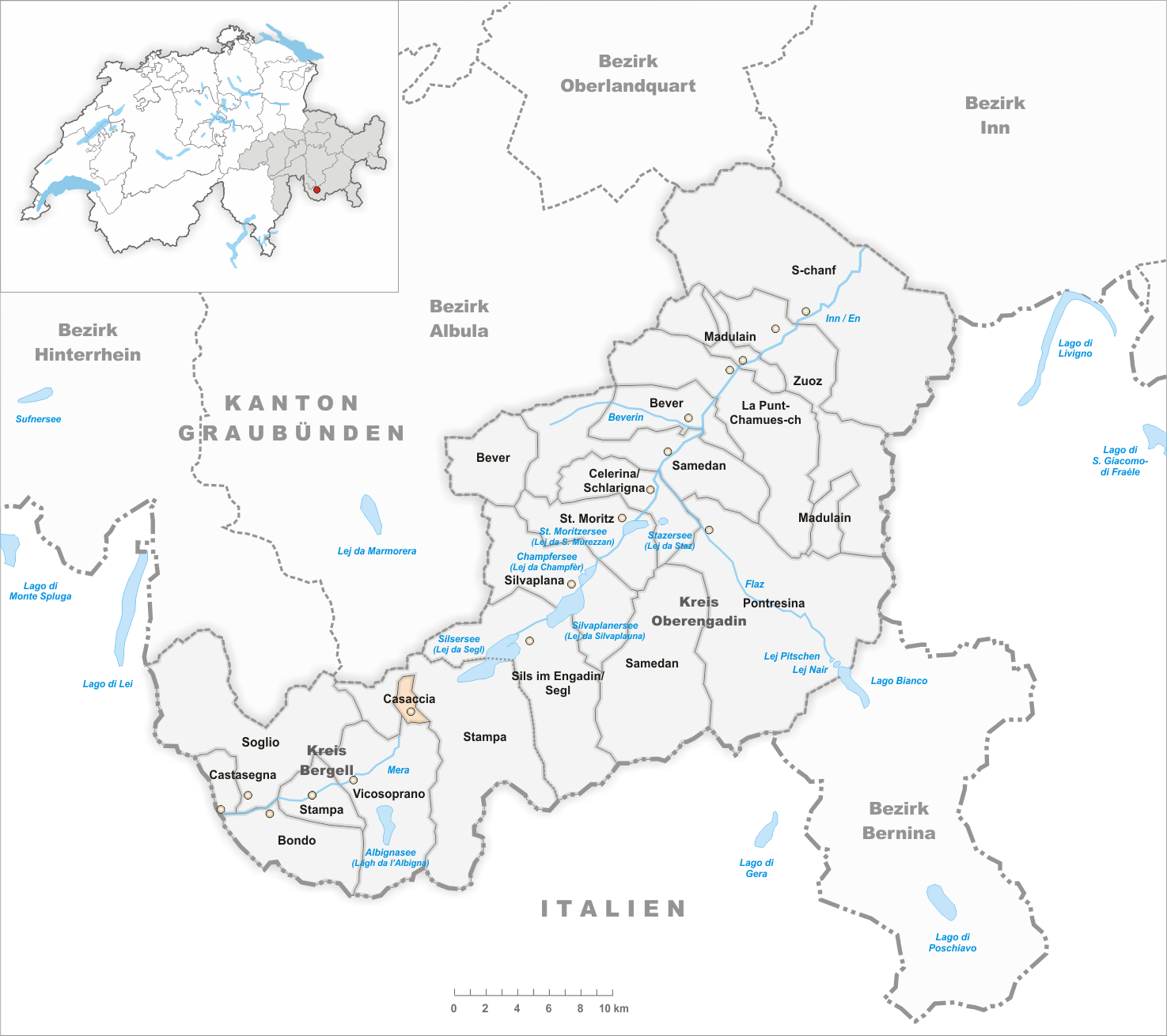
Gemeindestand vor der Fusion am 1. Januar 1971

Casaccia ist ein Dorf im bündnerischen Bergell.

## Geographie
Das Strassendorf Casaccia ist das oberste Dorf des Bergells. Es liegt 1458 m ü. M. auf einer kleinen Ebene am Fuss des Malojapasses an der Orlegna und nahe deren Mündung in die Maïra. In Casaccia beginnt der Panorama-Höhenweg Via Bregaglia nach Soglio.

## Geschichte
Casaccia wurde 1160 erstmals als Cassache erwähnt. Durch seine Lage an der Verzweigung des Maloja- und des Septimerpasses war Casaccia bis ins 19. Jahrhundert eine wichtige Transitstation. An diese Funktion erinnert die Ruine des mittelalterlichen Turmes Turraccia oberhalb des Dorfes.
Das ehemalige Hospiz stand nahe den Ruinen der ehemaligen Wallfahrtskirche San Gaudenzio oberhalb des Dorfes an der Passstrasse. Es wird 1336 urkundlich erwähnt, dürfte aber viel älter sein. Es wurde nach 1520 in das Cunvent Dorf verlegt und diente als Gasthaus für den Maloja- und Septimerpass.
Das Dorf wurde mehrmals durch die vom Malojapass herunterfliessende Orlegna verwüstet.
Casaccia war bis 1971 eine eigene Gemeinde, anschliessend war es eine Fraktion der Gemeinde Vicosoprano. Seit Anfang 2010 ist Casaccia ein Teil der alle Dörfer des Tales umfassenden Gemeinde Bregaglia.

## Wappen
| Wappen von Casaccia | Blasonierung: «In Schwarz ein gestürzter silberner (weisser) Sparren, überhöht von einem silbernen Hufeisen»                                                                             |
| Wappen von Casaccia | Der gestürzte Sparren verweist auf die Weggabelung zwischen Septimer und Maloja; das Hufeisen steht für den Saumverkehr über die Pässe. Die Farben sind diejenigen des Gotteshausbundes. |

## Bevölkerung
| Bevölkerungsentwicklung | Bevölkerungsentwicklung | Bevölkerungsentwicklung | Bevölkerungsentwicklung | Bevölkerungsentwicklung | Bevölkerungsentwicklung | Bevölkerungsentwicklung |
| ----------------------- | ----------------------- | ----------------------- | ----------------------- | ----------------------- | ----------------------- | ----------------------- |
| Jahr                    | 1850                    | 1880                    | 1900                    | 1910                    | 1950                    | 1970                    |
| Einwohner               | 96                      | 70                      | 77                      | 96                      | 88                      | 59                      |

## Sehenswürdigkeiten
- In der Mitte des Dorfes steht die reformierte Kirche Casaccia
- Kirchenruine San Gaudenzio

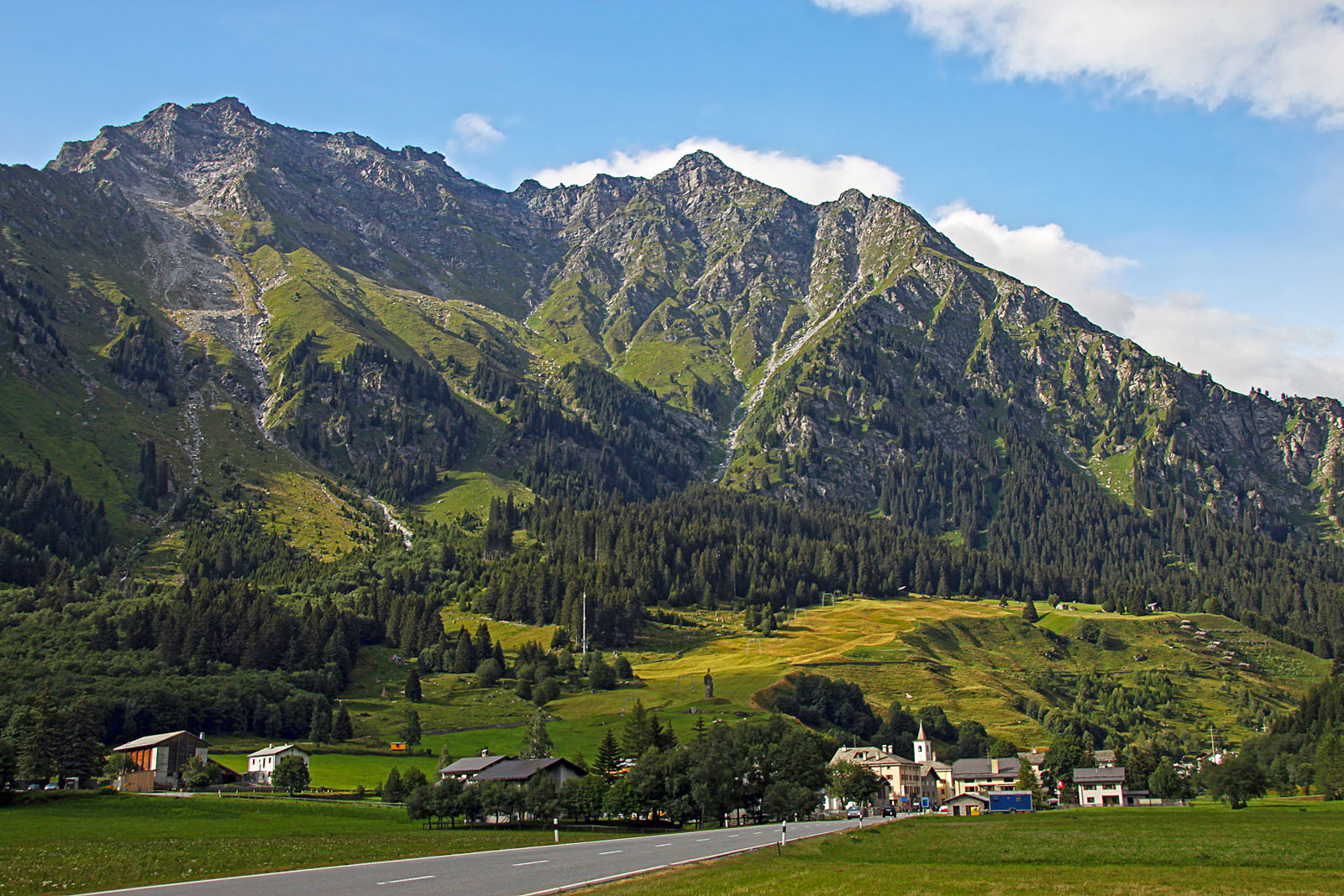
Casaccia, Piz dal Sasc und Piz Lunghin
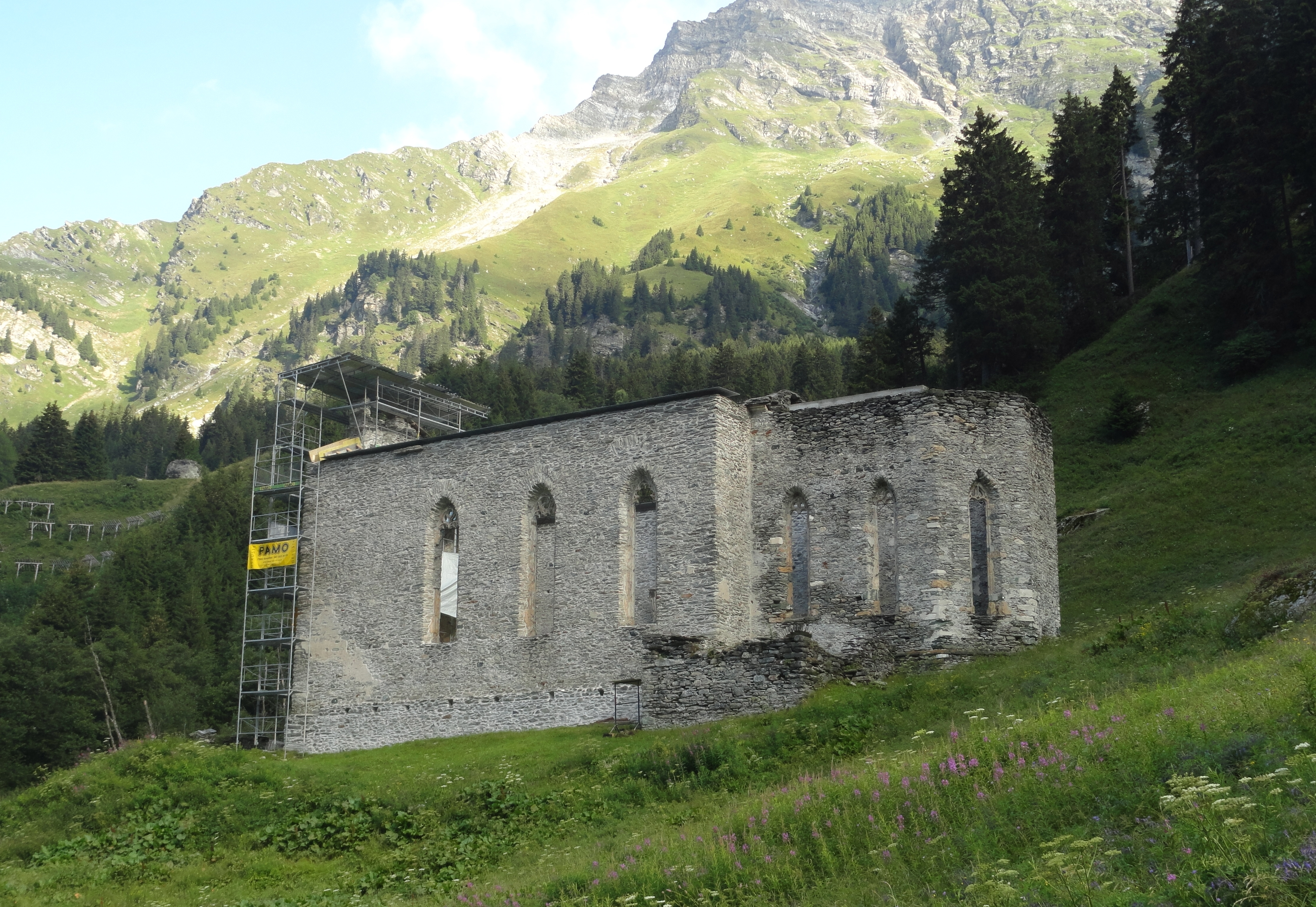
Kirchenruine San Gaudenzio, während der Restaurierungsarbeiten 2012
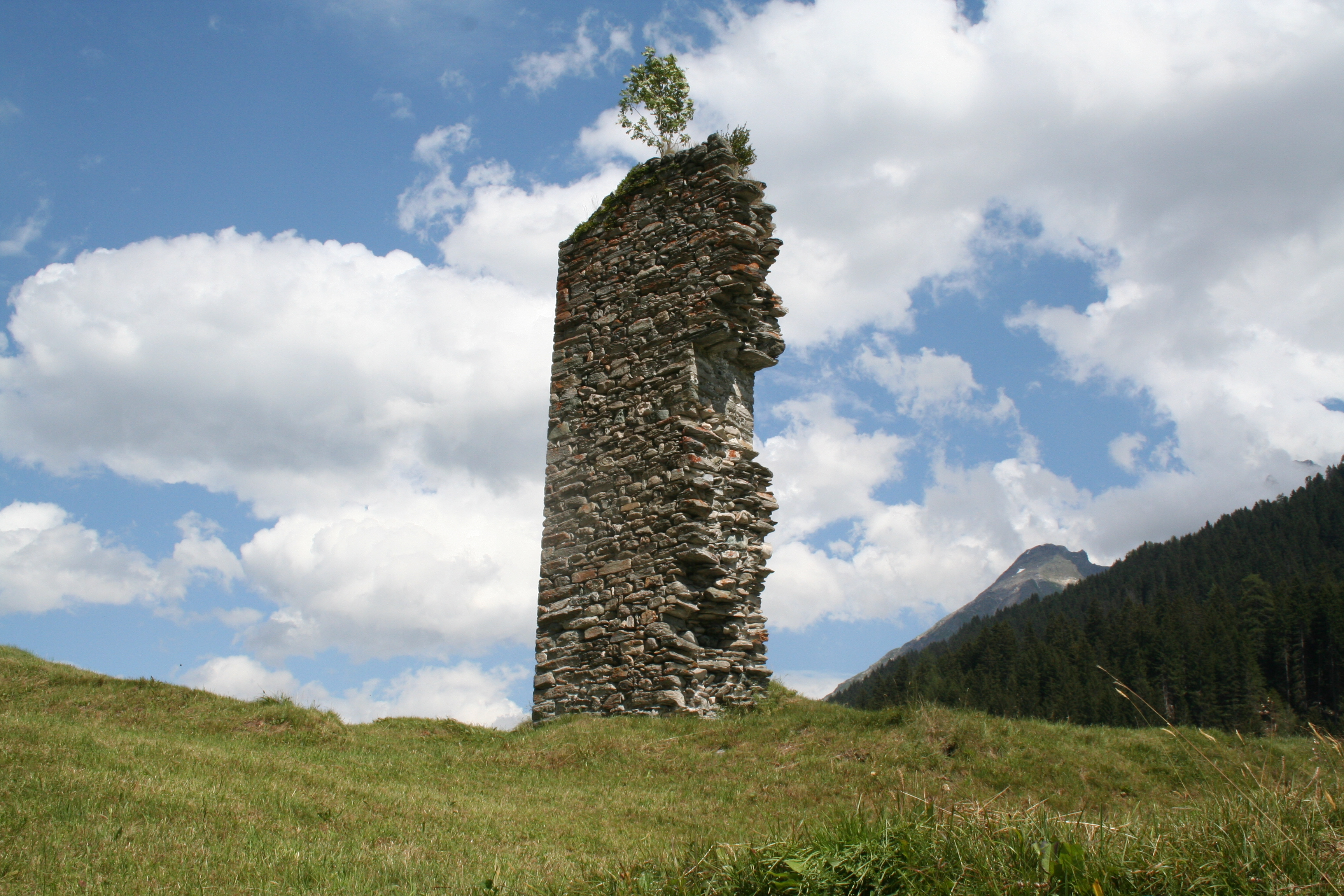
Ruine Turraccia
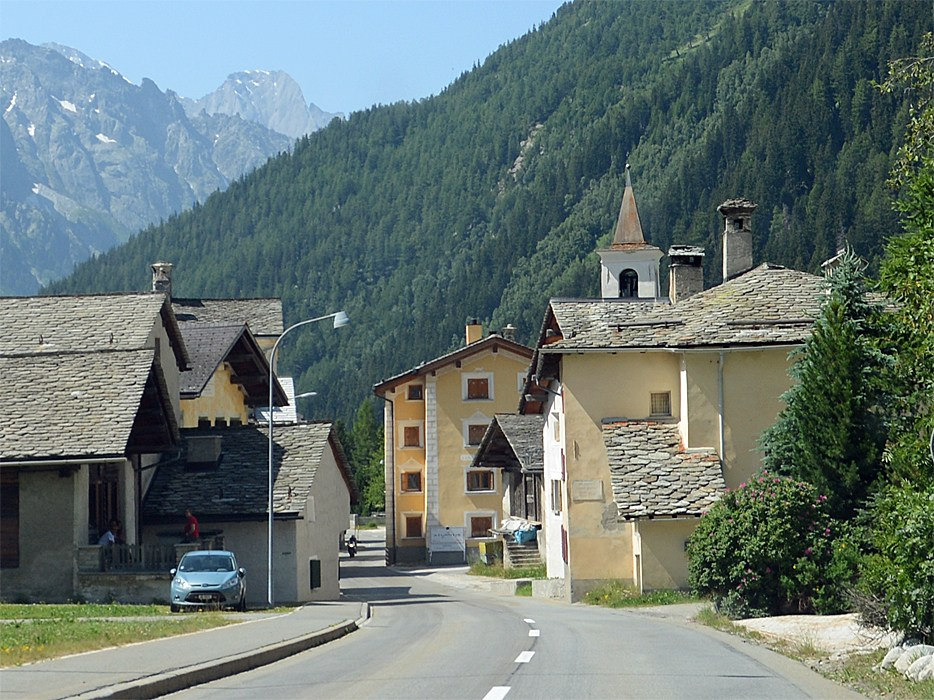
Dorfkern